# Rhapsody of Fire
Rhapsody of Fire é uma banda italiana de power metal sinfônico criada em 1993. Inicialmente chamava-se Thundercross, e em 1995 foi rebatizada com o nome Rhapsody. Em julho de 2006, mudou seu nome para Rhapsody of Fire, devido a direitos autorais.

## História
Em 1997 o Rhapsody of Fire lançou seu álbum de estreia, Legendary Tales, com o nome Rhapsody. Os co-fundadores da banda Luca Turilli e Alex Staropoli criaram um som épico para essa obra, incorporando elementos da música clássica, música barroca,heavy metal e narrações líricas. Tal estilo foi chamado "Hollywood metal" ou "metal trilha sonora", pela sua semelhança com trilhas sonoras. As influências clássicas incluem compositores como Vivaldi, Bach e Paganini (a música "The Wizard's Last Rhymes", do álbum Rain Of A Thousand Flames, inclusive, tem base na Sinfonia do Novo Mundo, de Antonín Dvořák).
Nos anos seguintes Turilli e Staropoli reuniram-se a Fabio Lione no vocal, desenvolvendo um novo som com os álbuns Legendary Tales(1997), Symphony of Enchanted Lands (1998), Dawn of Victory (2000), Rain of a Thousand Flames (2001) e Power of the Dragonflame (2002). Escreveram peças como "Emerald Sword", baseada no folclore da Rússia e com elementos da música celta.
Turilli é o letrista da banda assim como guitarrista. Suas letras referem-se geralmente a elementos místicos de eras medievais, enfatizando a luta entre o bem e o mal.
Entre Dawn of Victory, Rain of a Thousand Flames e Power of the Dragonflame a bateria da banda foi tocada por Thunderforce. Havia um debate sobre se a banda usava bateria eletrônica, mas na realidade era o pseudônimo de um músico que não poderia ser creditado por razões contratuais. Como o músico não poderia aparecer em público, o Rhapsody chamou Alex Holzwarth para tocar com o grupo em apresentações ao vivo, aparecer com a banda em fotos promocionais dos álbuns e nos clipes de Holy Thunderforce, Rain Of A Thousand Flames e Power Of The Dragonflame, mas ele não gravou nenhuma das linhas de bateria nos três álbuns da banda. Quando Thunderforce saiu da banda o Rhapsody decide efetivar Alex Holzwarth como baterista oficial, posto que defendeu até o dia 9 de Outubro de 2016, quando anunciou sua saída. Alex é integrante oficial do Rhapsody desde o EP The Dark Secret.
Christopher Lee esteve envolvido no último projeto, narrando parte da história. O álbum Symphony of Enchanted Lands II - The Dark Secret foi lançado em 2004.
A banda produziu o single The Magic of the Wizard's Dream em 2005, contando com novas versões para "The Magic of the Wizard's Dream", uma das mais populares canções de Symphony of Enchanted Lands II - The Dark Secret. Ela foi retrabalhada em quatro diferentes línguas, a saber: inglês, alemão, italiano e francês.
Em julho de 2006 a banda mudou o nome de Rhapsody para Rhapsody of Fire devido a problemas legais. Em 25 de setembro do mesmo ano a banda lançou o álbum Triumph or Agony na Europa.
De 2006 a 2010 a banda entrou num hiato de 4 anos. Houve um desentendimento com Joey DeMaio, do Manowar e com a gravadora Magic Circle Music (a gravadora era de propriedade do músico do Manowar), então a banda decide rescindir o contrato com a gravadora e assinar com a Nuclear Blast Records.
Agora, não mais com a antiga gravadora, mas com a Nuclear Blast, lançam o álbum The Frozen Tears of Angels, produzido por Luca Turilli e Alex Staropoli e mixado por Sascha Paeth. O lançamento ocorreu no dia 30 de abril de 2010. Em 2021, o álbum foi eleito pela Metal Hammer como o 13º melhor álbum de metal sinfônico de todos os tempos. E no fim do mesmo ano lançam o EP The Cold Embrace of Fear - A Dark Romantic Symphony.
No início de 2011, surpreendem os fãs ao anunciarem a entrada de um segundo guitarrista, Tom Hess, que já participaria da gravação do novo álbum.
Em 17 de junho de 2011 lançam a última parte das Crônicas de Algalord: "From Chaos to Eternity", dando fim a saga iniciada em "Symphony of Enchanted Lands II - The Dark Secret", e encerrando também a parceria da banda com o multi-premiado ator "Christopher Lee" que vinha realizando narrações nos álbuns desde o início da saga.
Em 16 de agosto de 2011 a banda anunciou através de seu site oficial que iriam se separar, comunicando que membros restantes irão atuar numa nova banda sob o mesmo nome.
Em 27 de setembro de 2011 a banda anunciou que Roberto De Micheli (do Sinestesia, uma banda de prog-metal italiana de Trieste também) se juntou a eles como um segundo guitarrista.
Em 23 de outubro de 2011 Após a saída de Luca Turilli; última apresentação no Wacken Open Air, O Rhapsody of Fire da adiante um novo ciclo. Com um novo baixista e guitarrista anunciou, Oliver Holzwarth (Sieges Even, Paradox, Blind Guardian) e Roberto De Micheli.
Em 2013 o vocalista Fabio Lione juntou-se à banda brasileira Angra, a princípio como convidado, mas logo foi efetivado como vocalista oficial, substituindo Edu Falaschi, que seguiu com sua banda Almah. O Angra, por sua vez, lançou o disco Secret Garden (álbum) em 2014, já contando com Lione nos vocais.
Em 17 de novembro de 2015 a banda divulga o nome, a capa e a tracklist do seu novo álbum, intitulado Into The Legend, que seria lançado no dia 15 de janeiro de 2016 pela gravadora AFM Records, e já contando com o novo baixista Alessandro Sala, depois que Oliver Holzwarth irmão do baterista Alex Holzwarth decide sair da banda.
Em 28 de Setembro de 2016 Fabio Lione divulga através de sua página oficial seu desligamento da banda após 20 anos de parceria.
Em 9 de Outubro de 2016 o baterista Alex Holzwarth anunciou por meio da página oficial da banda que não faz mais parte do grupo. De maneira que apenas o tecladista Alex Staropoli é o único membro da formação original que restou na banda.
Em 11 de Novembro de 2016, a banda anuncia através de um vídeo em sua página oficial o novo vocalista da banda, Giacomo Voli, Voli tem como "missão" substituir Fabio Lione, esse que se desligou da banda após 20 anos à frente do Rhapsody.
Em 22 de Dezembro de 2016 a banda através de sua página oficial, anuncia o nome do novo baterista, o alemão Manu Lotter, Lotter irá substituir seu conterrâneo Alex Holzwarth, que também deixou a banda dias depois de Fabio Lione anunciar sua saída.
Agora com o line-up reformulado depois das baixas de Fabio Lione e Alex Holzwarth, o Rhapsody se prepara para lançar um novo álbum com a nova formação, de acordo com o tecladista Alex Staropoli o álbum contará com músicas já gravadas pela banda, o diferencial será que as músicas serão regravadas com a nova formação. O tecladista não revelou muitos detalhes do álbum, só disse que ele será lançado na primavera e que outros detalhes sobre o álbum serão divulgados em breve. Já Fabio Lione e Alex Holzwarth se juntaram à Luca Turilli, Patrice Guers e Dominique Leurquin para fazer uma turnê de despedida em comemoração aos 20 anos de carreira do Rhapsody, a chamada Rhapsody 20th Anniversary Farewell Tour onde tocaram o álbum Symphony of Enchanted Lands na íntegra, a turnê passou por diversas cidades, inclusive no Brasil como Florianópolis, Porto Alegre, Rio de Janeiro e São Paulo.
Em 17 de Março de 2017 a página oficial do Rhapsody of Fire revela a capa e o nome do novo álbum, Legendary Years, como foi dito esse álbum reúne as melhores músicas da banda na chamada "era de ouro" (1997 - 2002), o diferencial será que as músicas serão regravadas com a nova formação, o tecladista Alex Staropoli deixou claro que não se trata de um álbum de compilações como foi com o Tales from the Emerald Sword Saga, será um álbum de estúdio. O álbum foi lançado em 26 de Maio de 2017.
Depois de lançado o Legendary Years, a banda saiu em turnê pela Europa tocando em vários festivais, inclusive foi banda de abertura para o Iron Maiden na Itália. Com os novos integrantes devidamente apresentados, o Rhapsody se prepara para lançar um novo álbum de estúdio, mas dessa vez com músicas inéditas, em um pequeno vídeo narrativo postado em sua página oficial no Facebook a banda confirma o início de uma nova saga que contará com narrações de Christopher Lee (o ator e músico faleceu em 7 de junho de 2015), a banda não deu detalhes de como isso seria possível, mas disse que mais detalhes sairiam em breve, de acordo com o baixista Alessandro Sala o álbum está previsto para ser lançado em 2019.
No dia 16 de novembro de 2018 a banda, por meio da sua página oficial no Facebook, anuncia o título da nova saga e do novo álbum: The Nephilim's Empire Saga, que será contada a partir do novo álbum The Eighth Mountain que foi lançado no dia 22 de fevereiro de 2019. É o primeiro trabalho de inéditas da banda com os novos músicos. No dia 22 de novembro de 2018, a banda divulga a capa e as faixas do novo álbum. The Eighth Mountain conta com 12 faixas e foi lançado em 22 de fevereiro de 2019 via AFM Records.
Em 6 de abril de 2020, o vocalista Giacomo Voli em uma entrevista exclusiva, revelou que a banda está atualmente trabalhando em seu próximo álbum. Giacomo disse: "Este ano vamos gravar o novo álbum e provavelmente começar já no verão. No final da turnê vou começar a trabalhar nas letras com Roby De Micheli porque algumas músicas já estão em fase de pré-produção, então eles podem ser lançados na primavera do próximo ano. Quanto ao desenvolvimento da saga, continuaremos a narrar os acontecimentos deste estranho protagonista que conseguiu sair do inferno graças aos Nefilins. Existem muitos caminhos possíveis e vamos ver o que vai acontecer."
Em 22 de junho de 2020, foi anunciado que o baterista Manu Lotter havia saído da banda. A banda anunciou Paolo Marchesich como seu novo baterista em 14 de julho de 2020.
A Rhapsody of Fire anunciou que a gravação do álbum foi concluída em 24 de setembro de 2020, e foi confirmada a mixagem do álbum com Sebastian "Seeb" Levermann em abril de 2021.
Em 23 de abril de 2021, foi anunciado que o Rhapsody of Fire lançou seu próximo EP, I'll Be Your Hero, em 4 de junho de 2021, que contém uma música gravada para o próximo álbum da banda, Glory For Salvation, o segundo capítulo para The Nephilim's Empire Saga, que foi lançado em 26 de novembro de 2021. Um segundo single com o nome do título do próximo álbum foi lançado em 9 de julho de 2021. O terceiro single do álbum, "Magic Signs", foi lançado em 2 de setembro de 2021. O quarto single, "Terial the Hawk", foi lançado em 15 de outubro de 2021. O quinto single, "Chains of Destiny" foi lançado em 7 de novembro de 2021, junto com um videoclipe. O sexto single, "Un'ode Per L'eroe" foi lançado no dia 17 de novembro de 2021, junto com um videoclipe. Alex Staropoli disse: “Un'Ode Per L'Eroe soa como se você estivesse em um sonho, e a ideia por trás do videoclipe era fazer com que parecesse um sonho. Paisagens naturais frias e fascinantes sublinham a música gloriosa e maravilhosa e o profundo significado das belas letras.” Um videoclipe para o single "Magic Signs" foi lançado em 24 de março de 2022 (mesmo videoclipe de “Un’ode Per L’eroe”, porém, em inglês).

## Integrantes
| - Giacomo Voli - vocal (2016 - presente) - Alex Staropoli - teclado (1993 - presente) - Roberto De Micheli - guitarra (2013 - presente) - Alessandro Sala - baixo (2015 - presente) - Paolo Marchesich - bateria (2020 - presente) - Robert Hunecke-Rizzo – baixo (estúdio, 1997) - Sascha Paeth – baixo (estúdio, 1997, 2002) - Sir Jay Lansford – narração (1997-2002) - Thunderforce - bateria (2000-2002) - Petr Pololanik – condutor de estúdio e orquestrador (2004, 2006) - Christopher Lee – narrações, falas e alguns cantos (2004-2011) | - Luca Turilli - guitarra (1993-2011) - Daniele Carbonera - bateria (1993-1999) - Cristiano Adacher - vocal (1993-1995) - Andrea Furlan - baixo (1993-1995) - Fabio Lione - vocal (1995 - 2016) - Alessandro Lotta - baixo (1998-2001) - Alex Holzwarth - bateria (2000-2016) - Dominique Leurquin – guitarra (2000-2011) - Patrice Guers - baixo (2002-2011) - Tom Hess - guitarra (2011 - 2013) - Oliver Holzwarth - baixo (2011-2014) - Manu Lotter - bateria (2016-2019) |

## Discografia
| Álbuns de estúdio - Legendary Tales (1997) - Symphony of Enchanted Lands (1998) - Dawn of Victory (2000) - Rain of a Thousand Flames (2001) - Power of the Dragonflame (2002) - Symphony of Enchanted Lands II: The Dark Secret (2004) - Triumph or Agony (2006) - The Frozen Tears of Angels (2010) - From Chaos to Eternity (2011) - Dark Wings of Steel (2013) - Into The Legend (2016) - Legendary Years (2017) - The Eighth Mountain (2019) - Glory For Salvation (2021) - Challenge the Wind (2024) EPs - The Dark Secret (2004) - The Cold Embrace of Fear - A Dark Romantic Symphony (2010) - I'll Be Your Hero (2021) Singles - "Emerald Sword" (1998) - "Holy Thunderforce" (2000) - "The Magic of the Wizard's Dream" (2005) Álbuns ao vivo - Live in Canada 2005: The Dark Secret (2006) - Live From Chaos to Eternity (2013) Coletâneas - Tales from the Emerald Sword Saga (2004) Demos - Land of Immortals (1994) - Eternal Glory (1995) DVDs - Visions from the Enchanted Lands (2007) Videoclipes - "Holy Thunderforce" (2000) - "Epicus Furor – Emerald Sword" (2000) - "Wisdom Of The Kings" (2000) - "Rain Of A Thousand Flames" (2001) - "Power Of The Dragonflame" (2002) - "Unholy Warcry" (2004) - "The Magic Of The Wizard's Dream" (2005) - "Sea Of Fate" (2010) - "Dark Wings Of Steel" (2013) - "Into The Legend" (2015) - "Rain Of Fury" (2019) - "Chains Of Destiny" (2021) - "Un'ode Per L'eroe" (2021) - "Magic Signs" (2022) Participações especiais - The Keepers of Jericho - Part I (faixa 1) (2000) |